# Rhodacanthis palmeri
Il fringuello della koa maggiore (Rhodacanthis palmeri Rothschild, 1892) è un uccello passeriforme estinto della famiglia Fringillidae.

## Etimologia
Il nome scientifico della specie, palmeri, venne scelto in omaggio a Henry Palmer, che raccolse gli esemplari a partire dai quali venne descritta scientificamente la specie. Il nome di questi uccelli in lingua hawaiiana era hopue.

## Descrizione

### Dimensioni
Misurava fino a 23 cm di lunghezza, dimensioni che ne facevano il più grande dei drepanidini vissuti in tempi storici: i sessi presentavano dimensioni simili.

### Aspetto

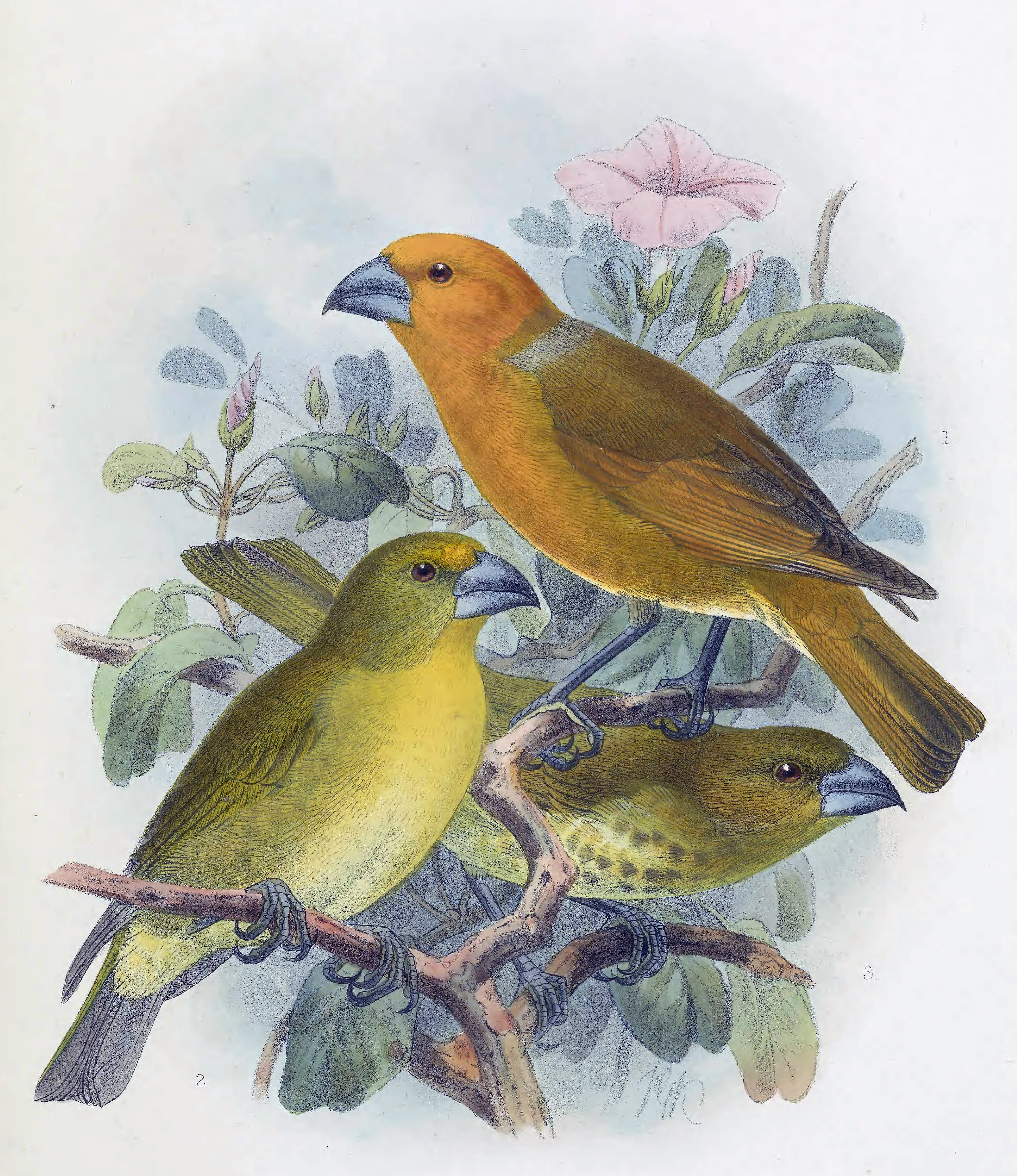
Illustrazione di John Gerrard Keulemans.

L'aspetto del fringuello della koa maggiore ricordava quello dei crocieri: questi uccelli possedevano infatti aspetto robusto, grossa testa squadrata, becco robusto con punte leggermente incrociate. Il piumaggio presentava dimorfismo sessuale, coi maschi dalla livrea rossiccia su testa e petto, che schiariva nell'arancio sul ventre e nel vede oliva sulle ali, le cui penne remiganti erano nerastre, stesso colore della coda. Le femmine, invece, erano giallo-oliva, più chiaro su testa, petto e ventre, dove potevano essere presenti sfumature rossicce. In ambedue i sessi, il becco e le zampe erano nerastri, mentre gli occhi erano bruni.

## Biologia
Questi uccelli avevano abitudini diurne e si muovevano in coppie o piccoli gruppi (spesso in associazione con altre specie dai costumi simili, come il frosone della koa minore ed il frosone di Kona) nella canopia, generalmente rimanendo sempre sullo stesso albero e scendendo sporadicamente fra i cespugli per nutrirsi o per approcciare fonti di interesse, essendo stati descritti come curiosi e per nulla timorosi dell'uomo.

### Alimentazione
Questi uccelli si nutrivano in prevalenza del baccello, dei semi e anche del nettare della koa e della koaiʻa, che venivano facilmente spezzettati grazie al forte becco: la sua dieta comprendeva anche bruchi, che venivano reperiti scendendo a minore altezza fra i rami.

### Riproduzione
In base alle osservazioni compiute in natura di adulti che imbeccavano dei giovani esemplari in ottobre, molto verosimilmente i fringuelli della koa, similmente a quanto osservabile in un'altra specie perlopiù granivora ed altamente specializzata come il palila, prolungavano le loro cure ai nidiacei per molto tempo.

## Distribuzione e habitat
Il fringuello della koa maggiore era endemico dell'isola di Hawaii, della quale abitava le pendici occidentali del Mauna Loa, sebbene pare sia stato osservato anche sul Kilauea.
Lhabitat di questi uccelli era rappresentato dalle aree di foresta a prevalenza di koa e koaiʻa, alla presenza dei quali essi erano intimamente legati.

## Estinzione
Il fringuello della koa maggiore, a causa delle sue abitudini di vita particolarmente specializzate, era molto verosimilmente già naturalmente piuttosto raro prima dell'arrivo dell'uomo alle Hawaii: fu in particolare l'arrivo degli Europei nell'arcipelago nel 1778, tuttavia, a decretarne la scomparsa definitiva, a causa della distruzione dell'habitat di questi uccelli, sia diretta (per far spazio alle aree coltivate e ai pascoli) che specialmente indiretta (l'arrivo di malattie e di specie aliene che predavano i fringuelli per cibarsene o che competevano attivamente per il cibo, distruggendo le foreste di koa dalle quali essi traevano sostentamento).
La specie venne raccolta e descritta scientificamente il 26 settembre 1891 ed avvistata per l'ultima volta nel marzo del 1896, sicché la sua esistenza storica è durata solo quattro anni e mezzo.